# Quốc lộ 54
Quốc lộ 54 nằm cặp sông Hậu, nối liền các tỉnh Đồng Tháp và Vĩnh Long.

## Lộ trình
Quốc lộ 54 có chiều dài 155 km. Quốc lộ 54 bắt đầu (km 0) tại Quốc lộ 80 xã Lấp Vò và kết thúc tại Quốc lộ 53 phường Trà Vinh (km 155).

## Các đoạn tuyến

### Đồng Tháp
Đoạn ở tỉnh Đồng Tháp tên cũ là Tỉnh lộ 37 đi qua các xã:
- Xã Lấp Vò
- Xã Lai Vung
- Xã Phong Hòa

### Vĩnh Long
Đoạn trong địa phận Vĩnh Long đi qua các xã, phường:
- Xã Tân Lược
- Xã Tân Quới
- Phường Bình Minh
- Phường Cái Vồn
- Phường Đông Thành
- Xã Ngãi Tứ
- Xã Trà Côn
- Xã Vĩnh Xuân
- Xã Tam Ngãi
- Xã Cầu Kè
- Xã Phong Thạnh
- Xã Tiểu Cần
- Xã Hùng Hòa
- Xã Tập Sơn
- Xã Nhị Trường
- Xã Châu Thành
- Phường Trà Vinh

## Các quốc lộ giao cắt
- Quốc lộ 80: tại xã Lấp Vò, Đồng Tháp
- Quốc lộ 1 (cũ): tại phường Cái Vồn, Vĩnh Long.
- Quốc lộ 60: tại xã Tiểu Cần, Vĩnh Long.
- Quốc lộ 53: tại xã Tập Sơn, Vĩnh Long.

## Độ dài các tuyến đường
- Thuộc địa phận Đồng Tháp: 31 km
- Thuộc địa phận Vĩnh Long: 124 km

Hiện nay, đoạn qua địa phận tỉnh Trà Vinh cũ đang được nâng cấp và mở rộng với quy mô 6 làn xe.